# Lisa Zimmermann (Freestyle-Skierin)
Lisa Zimmermann (* 2. März 1996 in Nürnberg) ist eine deutsche Freestyle-Skierin. 2015 war sie Weltmeisterin im Slopestyle, 2017 gewann sie die X-Games im Big-Air und 2023 die Dew Tour. Sie gehörte der Nationalmannschaft des Deutschen Skiverbandes im Freestyle an.

## Werdegang
Lisa Zimmermann, die für den Verein TV Fürth 1860 startete, begann mit sechs Jahren als Eiskunstläuferin. Als ihr jüngerer Bruder Max (deutscher Meister 2011 Freestyle) sie im Jahr 2010 zum Skifahren in einen Funpark mitnahm, war sie von Anfang an begeistert, wechselte mit 14 Jahren zum Freestyle-Skiing und gab das Eiskunstlaufen auf. Als Mitglied im deutschen Freestyle-Team wurde sie mit Fördergeldern des DOSB und der Deutschen Sporthilfe unterstützt. Zum Training fuhr sie meist nach Österreich und in die Schweiz, weil in deutschen Skigebieten das Training oft nicht möglich ist. Im Sommer trainierte sie Sprünge auf dem Trampolin sowie auf Wasserschanzen. Im Jahr 2012 gewann sie die Chill and Destroy Tour.
Zur Saison 2012/13 kam Zimmermann in den A-Nationalkader und war die erste Frau, die einen „Double 12“ (Doublecork 1260) mit doppelter Überkopfdrehung und dreieinhalb Schrauben stand. Am 8. Februar 2013 in Silvaplana startete sie erstmals im Freestyle-Skiing-Weltcup. Mit Rang 18 bekam sie dort auf Anhieb ihre ersten Weltcup-Punkte. Bei den Freestyle-Skiing-Weltmeisterschaften 2013 in Voss erreichte Zimmermann im Slopestyle den 17. Platz. Wenig später wurde sie in Chiesa in Valmalenco Junioren-Weltmeisterin. Im August 2013 stand sie als Dritte in Cardrona erstmals auf einem Weltcup-Podium und sie gewann die Nine Queens. In Gstaad (Schweiz) gewann sie am 19. Januar 2014 als erste Deutsche einen Slopestyle-Weltcup.
Zimmermann war für die Olympischen Winterspiele 2014 in Sotschi qualifiziert. Dort konnte sie trotz ihrer Mitfavoritenrolle keine Medaille erreichen. Im ersten Qualifikationsdurchgang stürzte sie, auch der zweite Durchgang gelang nicht fehlerfrei. Die Punktrichter beurteilten ihre Leistungen mit 67,20 Punkten, was Platz 14 bedeutete. Die Teilnahme am Finale der zwölf Besten blieb ihr damit verwehrt. Beim Slopestyle-Weltcup-Finale 2014 in Silvaplana gewann sie den letzten Wettbewerb der Saison 2013/14 und wurde Slopestyle-Gesamtweltcupsiegerin. Bei den Weltmeisterschaften 2015 in Kreischberg gewann sie die Goldmedaille. Zu Beginn der Saison 2015/16 siegte sie bei den New Zealand Winter Games in Cardrona im Big Air und errang im Slopestyle den dritten Platz. Im Februar 2016 gewann sie beim U.S. Grand Prix und Weltcup in Boston und erreichte zum Saisonende den 15. Platz im Gesamtweltcup und den dritten Platz im Slopestyle-Weltcup. Nach Platz drei beim Weltcup in Mönchengladbach und Platz eins beim Weltcup in Mailand gewann sie bei den Winter-X-Games 2017 in Aspen die Goldmedaille im Big Air. Nach sechs Jahren Pause gewann sie 2023 die Dew Tour in Copper Mountain.
Lisa Zimmermann hat nach einem Sturz 2012, bei dem sie auf den Kopf fiel, immer wieder Symptome des Post-Concussion-Syndroms gezeigt. Nach ihrer Knieverletzung im Jahr 2017 verstärkten sich die Symptome, weshalb sie 2020 ihre Teilnahme an regelmäßigen Weltcups beendete, um sich in Zukunft auf Filmprojekte und unabhängige Wettkämpfe konzentrieren zu können – so gewann sie beispielsweise 2023 die Dew Tour in Copper Mountain, Colorado.

## Privat
Die in Nürnberg geborene Zimmermann verbrachte den Großteil ihrer Kindheit im benachbarten Fürth. Im oberbayerischen Bad Aibling absolvierte sie die Realschule. Anschließend war sie Fachoberschülerin am Leistungsinternat CJD der Christophorusschulen Berchtesgaden. Der Playboy zeigte sie in einer Fotoserie. Sie hat einen jüngeren Bruder Max. 2025 heiratete sie den deutschen Snowboarder Flo Corzelius.